# بازی‌های سوکما ۲۰۲۴
بازی‌های سوکما ۲۰۲۴ (انگلیسی: 2024 Sukma Games) که به‌طور رسمی با نام بیست و یکمین دورهٔ بازی‌های سوکما شناخته می‌شود یک رویداد چندورزشی است که در ساراواک برگزار خواهد شد. طبق برنامه‌ریزی ابتدایی، قرار بود جوهور در ماه ژوئیه ۲۰۲۰ میزبان بیستمین دوره این بازی‌ها باشد ولی به خاطر دنیاگیری کووید-۱۹، آن دوره از بازی‌ها به تعویق افتاد و طبق تصمیم شورای ملی ورزش، بیستمین دوره بازی‌های سوکما در ماه سپتامبر ۲۰۲۲ در کوالالامپور برگزار شد. این سومین مرتبه است که ساراواک میزبان بازی‌های سوکما خواهد بود، اولین میزبانی ساراواک در سال ۱۹۹۰ و دومین میزبانی در سال ۲۰۱۶ بود.